# 哈岛鹃鵙
哈岛鹃鵙（学名：Edolisoma parvulum）是山椒鸟科Edolisoma属的一种，为印度尼西亚的特有种。其自然栖息地为亚热带或热带的湿润低地森林。